# Norme (théorie des corps)
Pour les articles homonymes, voir Norme (homonymie).
En théorie des corps (commutatifs), la norme d'un élément α d'une extension finie L d'un corps K est le  déterminant de l'endomorphisme linéaire du K-espace vectoriel L qui, à x, associe αx. C'est un homomorphisme multiplicatif. La notion est utilisée en théorie de Galois et en théorie algébrique des nombres.
En arithmétique, elle intervient de façon cruciale dans la théorie des corps de classes : les sous-extensions abéliennes d'une extension donnée sont essentiellement en correspondance avec des groupes de normes, c'est-à-dire l'image dans K, par la norme, de certains groupes de L.
Cette notion s'étend en une notion de norme d'un idéal de l'anneau des entiers d'un corps de nombres (c'est-à-dire d'une extension finie du corps ℚ des rationnels), de telle façon que la norme d'un idéal principal soit égale à la norme relative sur ℚ d'un générateur de cet idéal. On démontre que la norme d'un idéal non nul est égale au cardinal de l'anneau quotient, et qu'elle est multiplicative. La démonstration de la finitude du groupe des classes utilise des propriétés de majoration de la norme des idéaux dans une classe donnée.

## Définitions
Soit K un corps commutatif, L une extension finie. 
La norme, relative à l'extension L/K d'un élément α de L, est le déterminant de l'endomorphisme φα du K-espace vectoriel L qui, à x, associe l'élément αx. Elle est généralement notée NL/K(α).
C'est donc un élément de K, égal au produit des racines du polynôme caractéristique χα de φα, comptées avec leurs multiplicités, et dans une extension où χα est scindé.
Il est courant, dans les communications orales ou les forums, où un certain laxisme est autorisé, de parler de norme d'un élément algébrique sur K sans référence à la donnée d'une extension L ; dans ce cas, il est entendu que la norme d'un élément algébrique α sur un corps K (ou même simplement la « norme de α » si le corps K a été auparavant précisé), est la norme de α relativement à l'extension simple K(α)/K. Elle est parfois notée N(α). Dans les documents écrits plus formels, cet usage est cependant évité, et on utilise la notation NK(α)/K(α).
Remarquons aussi que NK(α)/K(α) est le produit des racines du polynôme minimal P de α sur K ; en effet, pour L = K[α] de degré d, (1, α, α2, … , αd – 1) est une base dans laquelle la matrice de φα est la matrice compagnon de P, donc  χα = P.
Un entier algébrique d'une extension donnée possède évidemment une norme relativement à cette extension, mais elle est de plus entière.  
Cette observation conduit à généraliser la notion de norme de façon naturelle (cf. § Théorie algébrique des nombres) aux idéaux de l'anneau OL des entiers algébriques d'un corps de nombres L.
On démontre alors que la norme d'un idéal non nul J de OL est le cardinal (fini) de l'anneau quotient OL/J.

## Propriétés

### Cas séparable
Du lien entre la norme d'un élément et son polynôme minimal, on déduit immédiatement :
- La norme d'un élément algébrique séparable sur K est égale au produit de ses éléments conjugués.

Plus généralement :
- Si L est séparable sur K et si S désigne l'ensemble des K-plongements de L dans une sur-extension normale alors, pour tout élément α de L,

### Relations entre normes
La norme relative hérite de la multiplicativité du déterminant :

La norme relative du produit de deux éléments de L est égale au produit des normes relatives de ces deux éléments :
{\displaystyle {\mathcal {N}}_{L/K}(\alpha _{1})~{\mathcal {N}}_{L/K}(\alpha _{2})={\mathcal {N}}_{L/K}(\alpha _{1}\alpha _{2})}.

Si L est de degré n sur K[α] alors NL/K(α) = N(α)n. Plus généralement, le calcul du déterminant d'une matrice diagonale par blocs donne :

Si L est de degré n sur une extension intermédiaire F alors, pour tout élément β de F :
{\displaystyle {\mathcal {N}}_{L/K}(\beta )={\mathcal {N}}_{F/K}(\beta )^{n}={\mathcal {N}}_{F/K}(\beta ^{n})}.

En prenant pour F la fermeture séparable de K dans L, ceci permet de généraliser le cas séparable ci-dessus :

Si n est le degré d'inséparabilité de L sur K et si S désigne l'ensemble des K-plongements de L dans une sur-extension normale alors, pour tout élément α de L,
{\displaystyle {\mathcal {N}}_{L/K}(\alpha )=\prod _{\sigma \in S}\sigma (\alpha )^{n}}.

Pour une extension intermédiaire F quelconque, en appliquant cette formule à la fois à L/K, L/F et F/K, on peut alors décrire la norme relative de tout élément de L, par la formule de composition des normes :

Pour toute extension intermédiaire F et tout élément α de L :
{\displaystyle {\mathcal {N}}_{L/K}(\alpha )={\mathcal {N}}_{F/K}({\mathcal {N}}_{L/F}(\alpha ))}.

Il est possible aussi de démontrer cette formule sans passer par des produits indexés par S, grâce à la formule de composition pour les déterminants.

### Théorie algébrique des nombres
Dans toute cette section, K est le corps ℚ des rationnels donc l'extension finie L est un corps de nombres. On considère l'anneau OL des entiers algébriques de L. Un cas particulier simple est étudié dans l'article « Entier quadratique ».
- La norme d'un entier algébrique et sa norme relative, pour tout corps de nombres L qui le contient, sont des entiers relatifs.
En effet, au signe près, la norme de α est égale au coefficient constant de son polynôme minimal – qui pour un entier algébrique est à coefficients entiers – et la norme relative en est une puissance.

Dans cette situation et si α est non nul, sa norme relative est aussi (par définition) le déterminant, dans une base B du ℤ-module OL, de la base αB du sous-module αOL. Les matrices de changement de base de ces modules étant dans le groupe linéaire de ℤ, leurs déterminants valent ±1. Il est donc naturel d'étendre comme suit la définition de la norme relative à des idéaux :
- La norme d'un idéal non nul J de OL est la valeur absolue du déterminant, dans une base du ℤ-module OL, d'une base du sous-module J.

C'est donc un entier naturel et, si J est principal, cet entier est égal à la valeur absolue de la norme relative d'un générateur.
On démontre alors la caractérisation annoncée :
- Pour tout idéal non nul J de OL, le quotient OL/J est fini, de cardinal égal à la norme de J.

(Cette propriété peut s'interpréter géométriquement en disant que le nombre de points du réseau OL qui appartiennent à un domaine fondamental du sous-réseau J est égal au volume relatif de ce domaine fondamental : cf. § « Covolume » de l'article « Réseau (géométrie) ». Le cas particulier des entiers quadratiques, plus simple, est étudié dans l'article « Idéal de l'anneau des entiers d'un corps quadratique ».)
En particulier si P est un idéal premier non nul alors OL/P est un anneau intègre fini donc un corps fini Fq, N(P) = q est une puissance d'un nombre premier, et le théorème de Lagrange sur les groupes donne aussitôt :
On démontre de même, plus généralement, un analogue du théorème d'Euler.
La propriété de multiplicativité est conservée :
- Soit J1 et J2 deux idéaux non nuls de OL, l'égalité suivante est vérifiée :{\displaystyle {\mathcal {N}}_{L/\mathbb {Q} }(J_{1}\cdot J_{2})={\mathcal {N}}_{L/\mathbb {Q} }(J_{1})~{\mathcal {N}}_{L/\mathbb {Q} }(J_{2})}.

## Applications
Les normes permettent parfois d'établir le caractère euclidien de certains anneaux d'entiers. Tel est le cas par exemple pour les entiers de Gauss, d'Eisenstein et les entiers de ℚ(√5).
Dans le cas plus général des corps quadratiques, la norme aide à élucider la structure de l'anneau pour permettre par exemple de résoudre l'équation x2 + 5y2 = p où p est un nombre premier.
D'une manière encore plus générale, la norme est utilisée pour établir les résultats clé de la théorie algébrique des nombres, comme la finitude du groupe des classes d'idéaux de l'anneau des entiers d'un corps de nombres.